# Polowinnaja (Popigai)
Die Polowinnaja (russisch Половинная) ist ein etwa 125 km langer linker Nebenfluss des Popigai im Nordosten der russischen Region Krasnojarsk. 

## Verlauf
Die Polowinnaja entspringt am Nordrand des Anabarplateaus. Sie durchfließt das nördlich davon gelegene Nordsibirische Tiefland, eine unbewohnte Tundralandschaft nördlich des Polarkreises in überwiegend nordnordöstlicher Richtung. Bei Flusskilometer 35 trifft die Kleine Polowinnaja (Малая Половинная, Malaja Polowinnaja) von rechts auf die Polowinnaja. Diese mündet schließlich in den Unterlauf des Popigai, 87 km oberhalb dessen Mündung in die Chatanga. 

## Einzugsgebiet
Die Polowinnaja entwässert ein 2060 km² großes Gebiet. Das Einzugsgebiet der Polowinnaja grenzt im Osten an das der Sopotschnaja, im Süden an das des Fomitsch sowie im Westen an das der Bludnaja.